# 카트르 라버바 위너
카트르 라버바 위너(Quatre Raberba Winner, カトル・ラバーバ・ウィナー)는 신기동전기 건담 W의 등장인물이다.

## 프로필
오퍼레이션 메테오에 의해 L4 콜로니에서 지구로 파견되었다. L4 콜로니의 건설가 대부호 위너 가의 장남으로, 29명의 배다른 누나를 두고 있다.
음악과 예술에 조예가 깊으며, 예절이 바르고 기품 있는 소년이다. 지구에서는 《사막의 마그아나크 대》라는 자신을 따르는 게릴라 집단과 행동을 함께 한다.
탑승기체는 《XXXG-01SR Sandrock Gundam (XXXG-01SR 샌드락 건담)》